# 偵探·日暮旅人
《偵探・日暮旅人》系列為山口幸三郎所著作的日本小說。第1作《偵探・日暮旅人尋找的物品》於2010年ASCII Media Works的MediaWorks文庫出版。2017年於角川翼文庫出版兒童繪本版。2015年11月20日改編成日本電視台電視劇，2017年1月改編成連續劇。

## 電視劇
《視覺偵探 日暮旅人》，改編自原作山口幸三郎小說《偵探・日暮旅人》，日本電視台2015年11月20日「金曜ロードSHOW!」的特別劇及2017年1月起每週日22:30－23:25（JST）播出的週日連續劇，由福原充則編劇、堤幸彥執導，松坂桃李主演。

## 劇情概要
日暮旅人因為年幼時發生的事件，失去五感當中的聽覺、嗅覺、味覺、觸覺四感，只憑剩下的視覺調查案件的尋物偵探。他與搭檔兼經紀人雪路，以及毫無血緣關係的女兒燈衣，共同居住在尋物偵探事務所。無論什麼遺失物都能找到的旅人，他的調查方法稍稍有些與眾不同，他能用眼睛看到人的情感、案件的細節等。

## 主要角色
日暮旅人 - 松坂桃李
山川陽子 - 多部未華子
雪路雅彥 - 濱田岳
小野智子 - 木南晴夏
百代燈衣 - 住田萌乃
須藤榮美 - 臼田麻美
朝井權 - 落合扶樹（落合モトキ）
山川陽一郎 - 山崎一
榎木渡 - 北大路欣也
診療所醫師。知道旅人過去的人。
園長老師 - 木野花
保姆主任 - 山本裕子

## 特別劇
太田 宏幸 - 木下鳳華
情報節目主任D。
榎木診療所護士 - 橋本愛實
生島博（本人飾演） - 生島博（生島ヒロシ）
主持人。
找貓的客戶 - 中野英雄
尾本直子 - 久世星佳
教育学者。
菊池幸夫（本人飾演） - 菊地幸夫
護士。
前輩導演 - 生島勇輝
編成部員 - 若狹勝也
女子安娜 - 水上京香

## 連續劇
鶴田龜吉 - 上田龍也
增子堇（すみれ） - 宍戸佑名（シシド・カフカ）
土井潤一 ‐ 和田聰宏
榎木診療所護士 - 洸（ほのか）

### 連續劇客串

#### 第1話
村山章 ‐ 桐山漣
植村義郎 ‐ 菅原大吉
釘子 ‐ 岡本梓（岡本あずさ）
計程車司機 ‐ 青木源太
鶴田之母 ‐ 戶田惠子

#### 第2話
矢口凛子 ‐ 矢田亞希子
宮川惠理 ‐ 入山法子
狹川洋一 ‐ 栗原類
江園大樹 ‐ 今野浩喜
雪路照之（照片） ‐ 伊武雅刀（第3話）
白石孝德 ‐ 吹越滿（第3話）
萩原利久

#### 第3話
雪路勝彥 ‐ 眞島秀和
西澤愛歌 ‐ 國仲涼子
川邊健也 ‐ 福田悠太
大野婦警 ‐ 高田聖子
元刑事 ‐ 渡邊哲
川邊之父 ‐ 蝶野正洋

#### 第4話
川村祐介（ヒカル・レイ）‐ 三浦貴大
赤羽的家康 - 前野朋哉
今林 ‐ 池田鉄洋
酒店職員 ‐ 大島蓉子
流浪者 ‐ 半海一晃
リッチー ‐ 北村有起哉

## 製作團隊
- 原作 - 山口幸三郎《偵探・日暮旅人》系列（MediaWorks文庫）
- 劇本 - 福原充則
- 音樂 - ESME、幡谷哲也（ハタヤテツヤ）、suble
- 主題曲（特別劇）、片頭曲（連續劇） - 「夢の中へ」井上陽水（環球音樂）
- 片尾曲（連續劇） -  「この闇を照らす光のむこうに」Anly ＋ 無限開關 = （Sony Music Records）
- 音樂製作人 - 茂木英興
- 聲音設計 - 石井和之
- VFX - N-DESIGN（エヌ・デザイン）、SPADE & Co.
- 動作協調 - 青木哲也
- 汽車特技 - Super Drivers（スーパードライバーズ）
- 技術協力 - 池田屋、TAMCO（タムコ）、阿呍
- 美術協力 - 日本電視台藝術（日本テレビアート）
- 首席製作 - 神藏克（金曜ロードSHOW! 特別劇企画） / 西憲彦（連續劇）
- 製作人 - 荻野哲弘（日本電視台）、神康幸・小林美穂（Office Crescendo）
- 導演 - 堤幸彦、高橋洋人、菅原伸太郎
- 制作協力 - Office Crescendo（オフィスクレッシェンド）
- 製作著作 - 日本電視台

## 放送日程
| 各話                                                    | 放送日  | 標題                                                                                             | 導演       | 收視率 | 備注     |
| ------------------------------------------------------- | ------- | ------------------------------------------------------------------------------------------------ | ---------- | ------ | -------- |
| 第1話                                                   | 1月22日 | 尋找可以看到嗅覺、情緒的偵探...藍色瞳孔閃耀解決事件！ 充滿淚水&歡笑&顫抖的堤幸彥監督最新力作！！ | 堤幸彦     | 11.2%  | 30分延長 |
| 第2話                                                   | 1月29日 | 5歲少女被綁架了！流浪狗（秘密）追蹤作戰！！                                                      | 堤幸彦     | 10.7%  |          |
| 第3話                                                   | 2月05日 | 自殺的哥哥存活下來了！？結婚典禮 (秘密) 女裝作戰！！                                             | 高橋洋人   | 9.4%   |          |
| 第4話                                                   | 2月12日 | 拯救相親保育士 終於找到宿敵！！                                                                  | 堤幸彦     | 7.7%   |          |
| 第5話                                                   | 2月19日 | 獻給聽不到任何聲音的少女......愛之歌！！                                                         | 菅原伸太郎 | 9.4%   |          |
| 第6話                                                   | 2月26日 | 終於和宿敵正面交鋒 黑旅人爆炸！！                                                                | 稻留武     | 8.4%   |          |
| 第7話                                                   | 3月5日  | 最終章！心愛的女兒和生母的淚之重逢！！                                                           | 菅原伸太郎 | 8.2%   |          |
| 第8話                                                   | 3月12日 | 開頭10分鐘衝擊的告白 揭開有之謎！！                                                              | 堤幸彦     | 8.0%   |          |
| 第9話                                                   | 3月19日 | 衝擊的結局！！報復還是愛情...最後的選擇                                                          | 堤幸彦     | 9.7%   |          |
| 平均收視率 9.2%（收視率由Video Research於關東地區調查） |         |                                                                                                  |            |        |          |

## 外部連結
- 《視覺偵探 日暮旅人》－日本電視台官方網站 （页面存档备份，存于） （日語）
- 偵探·日暮旅人的X（前Twitter）

| 日本日本電視台 週日連續劇              | 日本日本電視台 週日連續劇                    | 日本日本電視台 週日連續劇 |
| -------------------------------------- | -------------------------------------------- | ------------------------- |
|                                        | 視覺探偵 日暮旅人 （2017年1月22日－3月19日） |                           |
| 出租救世主 （2016年10月9日－12月11日） | 科學怪人之戀 （2017年4月23日－6月25日）      |                           |